# Leiste (Heraldik)

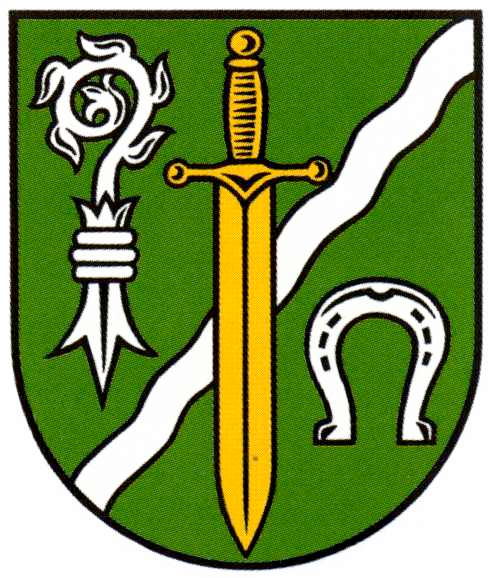
Schräglinksleiste im Wellenschnitt

Die Leiste ist in der Heraldik ein Heroldsbild. Die Leiste wird auch Faden oder Stecken genannt und sinngemäß ist die Benennung.
Zwei eng beieinanderstehende parallellaufende waagerechte Linien mit etwa der Breite von einem Drittel eines Balkens werden durch den Schildrand begrenzt und unterscheiden sich in der Farbe von der übrigen Schildfläche, beziehungsweise Feldfläche.
Ist der Verlauf diagonal in der Fläche, wird sie – wie der Balken – als Schrägleiste bezeichnet. Es wird die Richtung Schräglinks- mit angegeben, wenn der Verlauf von vorn unten nach hinten oben ist, bei entgegengesetzter Richtung ist die Angabe -rechts- nicht erforderlich.
Zwei Leisten parallel heißen Zwillingsstreifen, Doppelbändel und ähnlich (französisch bars gemelles, barrulet), drei Fäden Drillingsstreifen.

Die Leiste kann auch den entsprechenden (normaldicken) Balken begleiten, ihm einen Saum bilden, oder ihm aufgelegt sein, siehe dazu Balken: Zwillingsbalken und Faden/Leiste/Stecken.
Auch sonst gelten alle Regeln für den Balken analog, was Schnitte wie Wellenleiste oder Tingierung (Farbgebung) und Bezug zu anderen Wappenfiguren betrifft.